# طاهر بن جلال الدين

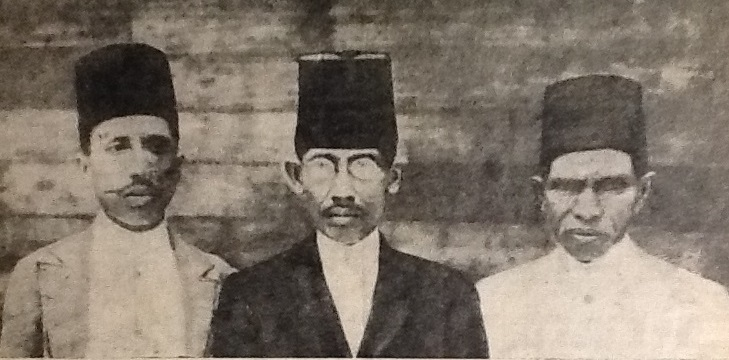
عبد الكريم أمر الله (يسار)، طاهر جلال الدين (وسط)، وداود رشيدي (يمين).

طاهر بن جلال الدين (8 كانون الأول 1869 م، أمبيك أنجكيك، أغام، غرب سومطرة - 26 تشرين الأول 1956 م) كان عالمًا مسلمًا مشهورًا في جنوب شرق آسيا.
أصبح محررًا لمجلة الإمام التي صدرت في سنغافورة بين عامي 1906 و1908.
نشر طاهر أطروحتين رئيستين في علم الفلك: نتيجة الأمور (نُشرت سنة 1357 هـ / 1936 م) وكتاب جدول باتي كيران (نُشر سنة 1362 هـ / 1941 م) والأخيرة عن اللوغاريتمات لتحديد اتجاه القبلة وأوقات الصلاة.
ابنه حمدان بن شيخ طاهر كان حاكم ولاية بينانغ (يانغ دي بيرتوا نيجيري) من 1989 إلى 2002 م.